# Meligethes brunnicornis
Meligethes brunnicornis är en skalbaggsart som beskrevs av Sturm 1845. Meligethes brunnicornis ingår i släktet Meligethes, och familjen glansbaggar. Arten är reproducerande i Sverige.